# Deupurkot
Deupurkot (nep. देउपुर) – gaun wikas samiti w zachodniej części Nepalu w strefie Dhawalagiri w dystrykcie Parbat. Według nepalskiego spisu powszechnego z 2001 roku liczył on 631 gospodarstw domowych i 2857 mieszkańców (1513 kobiet i 1344 mężczyzn).